# Porkeri
Porkeri er en bygd på den sydligste færøske ø Suðuroy og ligger ved nordøstsiden af Vágsfjørður mellem Vágur og Hov. Bygden udgør sin egen kommune, Porkeris kommuna. Bygden er opdelt i bylingerne Uttan Heyga, í Nýjagørðum, í Gjørðum, í Eystrum, undir Homrum, við Geil, við Á, á Klova, í Bøkkum, og á Heyggi. Grænsen til nabokommunen Hov følger elven Hovsá med flere søer; den største Vatnsnes, blev før i tiden udnyttet til opdræt af lakseyngel. En del af søvandet føres gennem en tunnel mod vest til vandkraftværket ved  
Botni, 3 km nordvest for for Vágur.
Nutidens Porkeri er stadig delvis en søfartsby. Mange efterkommere af sømændene har stadig de samme funktioner i nutidens moderne fiske- og handelsflåde. En del er beskæftiget i fiskeindustrien og med fiskeri.
Havnen i Porkeri blev blev anlagt i 1964, som siden er udbygget flere gange, senest i 1976. Kommunen restaurerede i 2009 et hus øst for kirken, som nu er bygdens forsamlingshus.  I 2020 opførte SEV en vindmøllepark i udmarken ved det nedlagte stenbrud.
Den nye folkeskole blev indviet 1984, og er bygget i moderne færøsk stil med græstørvstag, og den har ca. 24 elever og 3 lærere, der underviser eleverne fra 1-7 skoleår, hvorefter de fortsætter på Vágs Skúli i Vágur. 
2008 fik Porkeri igen en fiskefabrik, og bygden har bl.a, supermarked, frisør, restaurant og en tømrerforretning.
I kommunens nordøstlige del ligger skolecenteret "Skúladepilin", som huser Suðuroys gymnasium "Miðnámsskúlin" og Færøernes sundhedsskole, "Heilsuskúlin". Skolen fungerer både som social- og sundhedsassistentskole og som gymnasium. Skolen har plads til ca. 200 elever, med ca. 100 i hver afdeling. Indvendigt er der åbne fælleslokaler til samvær mellem skolens forskellige elever og lærere. En del tomme huse i Porkeri er nu udlejet elever og lærere fra skolecenteret.

## Historie
Sagnet fortæller, at de første nordboere, som bosatte sig i området, fandt små knogler af grisefødder (purkur) i jorden, som de anlagde et stengærde omkring. Derfor fik bygden navnet Purkurgerði, som senere blev til Porkeri.
Gamle ruinrester fra 700-tallet nordvest for Porkeri tyder på, at keltiske eneboere har boet der. Arkæologerne har ved siden af kirken fundet tegn på, at nordboere har bosat sig dér omkring år 1000. Der er planer om udgravninger.
Første gang Porkeri er nævnt på skrift, er i Kongsbogen fra året 1350, i Fårebrevet, der omtaler en hundeejer. Den første beboer i Porkeri, som er nævnt i Kong Valdemars Jordebog, var Peder Jacobsen í Gjørðum, som var bosat í Eystrum fra 1584 til 1601.
1649 boede Mikkjal Jógvanson í Eystrum, og fra 1690 sønnen Magnus. Et lille kongsfæste hørte til huset, som gennem generationer gik fra far til ældste søn. Nogle år efter 1800 byggede den næstældste søn i Eystrum nyt hus øst for det gamle, og dette fik navnet í Skálanum. Siden dengang har der været to beboelseshuse her. De huse, som er her i dag, er bygget omkring 1870, og de har været beboet til omkring 1970. Nu bor ingen í Eystrum. Porkeris Fornminnafelag ejer nu husene í Eystrum og í Skálanum og der er restaureret et hus, en fårestald og et hus til tørring af korn.
I 1801 var der i bygden 95 indbyggere fordelt i 16 huse. I 1950 461, 2005 370, og i 2014 251 indbyggere. Det nuværende Porkeri består hovedsagelig af huse, der blev bygget fra 1890 til nutiden. Man kan stadig se de maleriske "Skipperhuse", opført fra ca. 1900 til 1935, som ligger i en lang række fra havnen og op mod bygdens centrum.
Med indføringen af det kommunale selvstyre på Færøerne i 1872 tog man udgangspunkt i den kirkelige inddeling. Hele Suðuroy udgjorde Suðuroyar prestagjalds kommuna. Frem til 1908 blev sognene på Suðuroy gradvist udskilt som egne kommuner. Efter en grænsejustering ved Nes i 1928 har strukturen stået uændret.
De fleste familier var afhængige af havet, med fiskeri, fuglefangst, grindefangst og tørveproduktion. Tørvebådene blev ofte overlæsset, den sidste alvorlige ulykke skete i 1952, hvor en båd forulykkede i stille vejr – alle fire omkom. Mange fiskere og søfolk fra Porkeri er gennem tiderne blevet derude – se mindesmærket med navnene på de savnede.
Porkeri er kendt for, at mændene fra ca. 1880 tog på fiskeri til Island, Grønland (se Færingehavn) og Newfoundland med skonnerter og slupper, enten i egne både eller som mandskab og styrmænd. Det gav et så godt afkast, at mange fik råd til at bygge deres eget hus.
Bygden fik sin første skole i 1888. Fra 1897 til 1903 blev bygdens sømænd fra undervist om aftenen i navigation af den lokale skolelærer. Der kom  fiskere fra hele Færøerne for at uddanne sig til skippere på den private navigationsskole. 
Omkring 1900 var der mange aktive skippere i bygden, hvilket bl.a. kommer til udtryk i den lange række af ens huse langs gaden Skiparavegur. Husene er kendt over hele landet som skipararekkjan í Porkeri (skipperrækken i Porkeri).
Porkeri har mistet mange mænd til havet, specielt under 1. verdenskrig og 2. verdenskrig på Færøerne, men også i mere fredelige tider, er der sket ulykker, hvor både og skibe er gået bort eller mænd er faldet over bord og er druknet. Særlig tørvetransport i robåde har kostet en del menneskeliv.
Nord for den nye skole, blev der 2. Påskedag den 27. marts 1967 indviet et mindesmærke. Søjlerne er bygget af basaltsten. Omkring den store søjle står flere mindre af samme slags. På disse står navnene på personerne, som er druknede/døde på havet.
Bygden var kendt som én af de bedste kornpladser. Helt op til 1950'erne havde hver familie en ko. Da der i 1960 blev oprettet et mejeri for hele Færøerne i Tórshavn, gik man i bygden over til udelukkende at avle får, mest til egen forsyning.
2020 opførte elselskabet SEV en vindmøllepark ved den nedlagte grusgrav nordvest for bygden.

## Religion
Porkeris kirkja blev indviet den 19. september 1847 og er en af de gamle færøske trækirker. I følge kirkebøgerne har der i Porkeri været kirke fra 1538. Den nuværende kirke er opført i den traditionelle færøske stil. Kirken har 150 siddepladser og et Verland Johansen orgel fra 1982 med 4 stemmer. Kirken er bygget af træ og tækket med græstørv. Den udvendige træbeklædning er tjæret, medens grunden, vinduerne, dørene, og tårnet er hvidt. Indvendig er kirken ikke malet. Den gamle kirkegård er beliggende omkring kirken, mens den nye kirkegård ligger på den anden side af vejen, nord for kirken.
Brøðrasamkoman (Brødremenigheden) har haft en mødesal kaldet Betania siden 1907. Den nuværende sal blev indviet i 1975.

## Turisme
Porkeri er kendt som en af de smukkeste bygder på Færøerne. Skipperrækken er en række med næsten ens huse, som kun skipperne havde råd til at bygge. Det omliggende område er naturskønt med mange muligheder for korte og lange vandreture, og også et godt sted for lystfiskere og historisk interesserede.
I august hersker der en helt speciel stemning i bygden. Alle er i gang med høhøsten, lige fra hyrdehunden, babyen i barnevognen, til Ommuna og Abban. Om efteråret er Porkeri kendt for at holde et vædderdyrskue.
Den færøske trækirke, bygget i den traditionelle færøske stil, er meget smuk både indvendig og udvendig. Et besøg i kirken kan anbefales.
Porkeris Bygdasavn overfor kirken i den tiligere skole fra 1888 er et lokalhistorisk museum. Bygningen er nu færdigrestaureret og blev i 2005 lokalmuseum. Museet udstiller blandt andet, fiskeredskaber, landbrugsredskaber, møbler og en interessant samling af lokale brugsting og gamle fotos fra bygden. Museet har ikke faste åbningstider, men der kan aftales et besøg. 
Der er gode fiskemuligheder for lystfiskere i havet og fjorden omkring bygden. 

## Galleri
- Mindesmærket nord for den nye skole
- Suðuroys gymnasium og Færøernes Sundhedsskole
- Zacharias Müller
- Fårehoved, en specialitet i Porkeri